# زمانی برای دوست‌داشتن
زمانی برای دوست داشتن فیلمی به کارگردانی ابراهیم فروزش و نویسندگی حسین لعلی ساخته سال ۱۳۸۶ است.

## خلاصه فیلم
قصه این فیلم دربارهٔ کودکی معلول و استثنایی است که در کنار پدر و مادر و برادر کوچکش زندگی می‌کند. تلاش این کودک برای برقراری ارتباط با اطرافیان خود به خصوص اعضا اصلی خانواده‌اش شرایط و موقعیت‌های مختلفی را در زندگی این افراد به وجود می‌آورد.